# 장마당 (조선민주주의인민공화국)

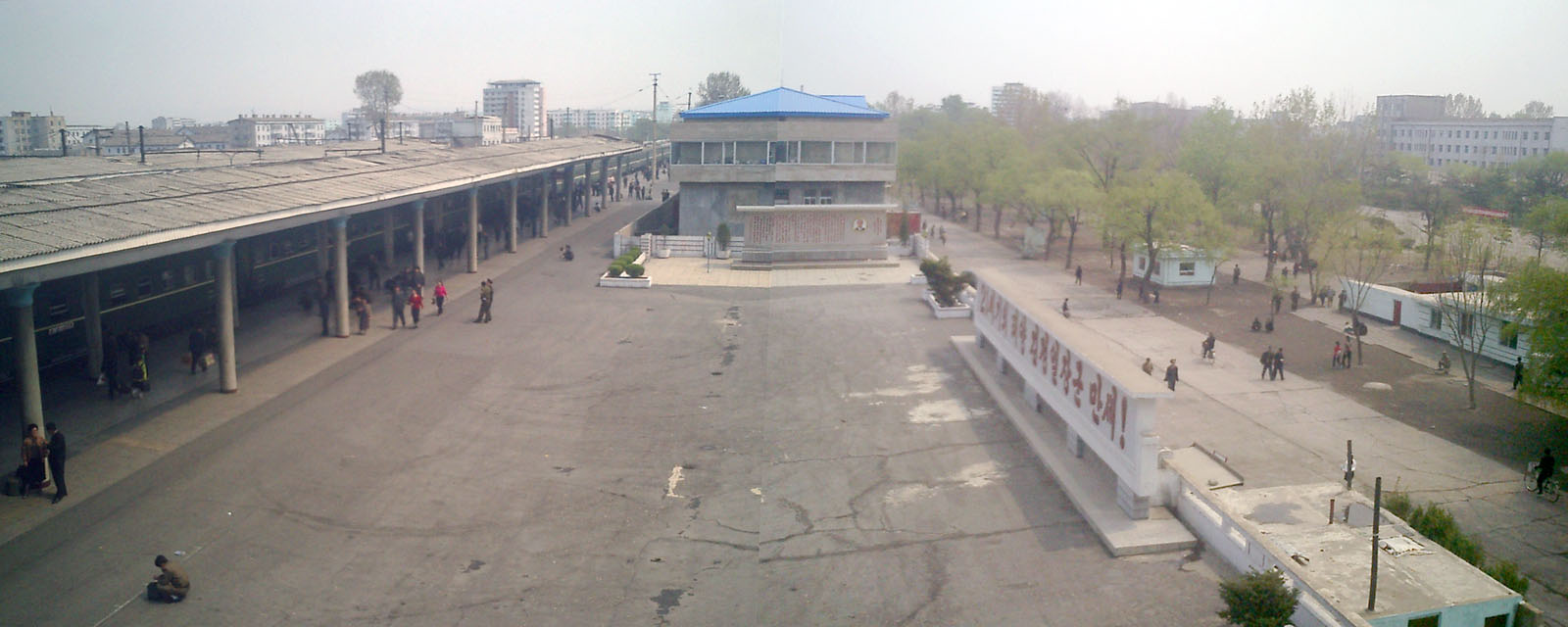

장마당(場마당)은 조선민주주의인민공화국의 시장이다. 1990년대 조선민주주의인민공화국에서 일어난 대기근(고난의 행군) 이후 조선민주주의인민공화국 내에서는 대규모의 비공식 시장을 형성했고, 정부는 이들에 대해 관대해졌다. 현재 대다수의 조선민주주의인민공화국 주민들은 생존을 위해 장마당에 의존하게 되어 있다고 알려져있다. 돈주들이 중국 단둥에서 생활필수품과 물자를 수십대의 트럭으로 들여와 북한 전역의 400여개 종합시장과 장마당에 공급하는 유통, 무역이 발달했었지만 코로나19로 인한 중북 국경 봉쇄로 중지되었다.

## 같이 보기
- 조선민주주의인민공화국의 경제
- 돈주
- 북한의 불법행위
- 북한학
- 조선민주주의인민공화국의 통신